# Daniel Mauch (Domherr)

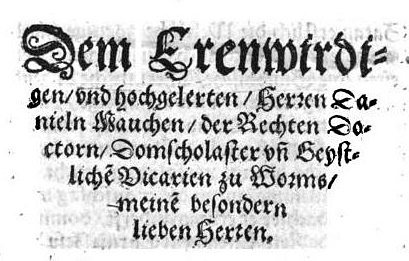
Georg Witzel, Widmung an Daniel Mauch, 5. Band seines Werkes Typus ecclesiae prioris, 1558

Daniel Mauch, auch Daniel Mauchius (* 27. Juni 1504 in Ulm; † 19. Mai 1567, verm. in Worms) war ein deutscher Jurist und Wormser Domherr.

## Leben
Er wurde geboren als Sohn des Ulmer Holzbildhauers Daniel Mauch († 1540) und seiner Gattin Rosa Stocker, Tochter des Malers Jörg Stocker. Daniel Mauch (Sohn) studierte seit 1519 an der Universität Heidelberg, dann in Köln und Wien, ab 1522 an der Universität Tübingen, wo er seinen Baccalaureus Artium erwarb.
1524 trat Mauch in die Dienste des gerade in Deutschland befindlichen Kardinals Lorenzo Campeggi. Ein an ihn gerichteter Brief des Theologen Erasmus von Rotterdam, vom Oktober 1525, ist überliefert. 1525–1527 begleitete er Kardinal Campeggis Sekretär Floriano Montini auf einer diplomatischen Mission nach Moskau. Hier lernte er den kaiserlichen Gesandten Siegmund von Herberstein kennen, mit dem er später, anlässlich der Herausgabe dessen russischer Erinnerungen Rerum Moscoviticarum Commentarii, nochmals in eine rege Korrespondenz eintrat; die dritte Auflage des Werkes (1556) ist ihm gewidmet. Ab 1529 vervollkommnete Mauch seine Studien an der Universität Erfurt und besuchte mit Kardinal Lorenzo Campeggi 1530 den Reichstag zu Augsburg. Von dort sind zwei seiner Briefe an den Ulmer Stadtarzt und Humanisten Wolfgang Rychard erhalten.
Daniel Mauch wechselte 1531 in den Dienst des Brixener Bischofs Georg von Österreich, von wo aus er 1534 an der Universität Löwen weiterstudierte und 1536 an der Universität Padua zum Doktor der Rechte promovierte. Mit dem Bischof – einem Sohn von Kaiser Maximilian I. – bereiste er 1540 Frankreich und Spanien. 1534–1536 ist ein Briefwechsel mit dem Kulmer Bischof Johannes Dantiscus belegt. 1542 wurde Mauch kaiserlicher Rat und Advokat am Reichskammergericht in Speyer.
Unerwartet trat er in den geistlichen Stand über und man nahm ihn 1544 ins Wormser Domkapitel auf, wo er von 1545 bis zu seinem Tod als Domscholaster fungierte. Unter Bischof Dietrich von Bettendorf wirkte Daniel Mauch auch als Generalvikar in geistlichen Angelegenheiten, 1553 erhielt er durch Kaiser Karl V. die Würde eines Hofpfalzgrafen. 1552 fand der wieder zur katholischen Kirche zurückgekehrte Reformationstheologe Georg Witzel bei ihm Aufnahme, der ihm 1558 aus Dankbarkeit den 5. Band der Neuauflage seines Werkes Typus ecclesiae prioris widmete. Beide beteiligten sich, zusammen mit dem hl. Petrus Canisius, auf katholischer Seite am Wormser Religionsgespräch von 1557.
Eine Freundschaftsbeziehung bestand auch zu dem reformierten Historiker Johannes Basilius Herold (1514–1567), der ihn seinen „gebietenden, an statt Vaters verehrlichen Herrn“ nennt, „der alle Kunst voll, alle Lande durchwandert, Kayser, Könige und Fürsten, Herrn und seinen Bürgern lieb und werth“. Die Basler Beiträge zur Geschichtswissenschaft (1967) halten in diesem Zusammenhang fest, Mauch sei ein Mann nach dem Herzen Herolds gewesen; „er stand in der Gunst des Kaisers und vereinte in seinem Wesen Bildung, Bescheidenheit und eine Güte, die allen Gelehrten seiner Umgebung zugute kam.“ Herold weist 1553 im Vorwort zu seinem Werk Haereseologia auf die Verdienste seines Freundes Daniel Mauch hin.
Gegen Ende seines Lebens litt Mauch an der Gicht und konnte nur noch im Sitzen predigen. Damals war er Seelsorger am Richardikonvent Worms (Nonnenkloster beim Dom). Daniel Mauch gehörte laut dem Historiker Rüdiger Fuchs (Die Inschriften der Stadt Worms, 1991) „zu den angesehensten und erlesensten Mitgliedern des Wormser Domkapitels“, hatte Kontakte zu herausragenden Persönlichkeiten beider Konfessionen und wirkte im Sinne der Gegenreformation.
Er starb 1567, vermutlich in Worms, und erhielt eine gemalte Grabinschrift im Nordflügel des 1689 zerstörten Domkreuzgangs. Sie wurde von Georg Helwich (1588–1632) überliefert.